# Não Há Lugar Melhor no Mundo que o Nosso Lugar
Não Há Lugar Melhor no Mundo que o Nosso Lugar é segundo mixtape lançado pelo rapper brasileiro Projota, sob gravação independente. A mixtape foi lançado em 27 de Julho de 2011.

## Produção
O álbum trouxe 16 faixas com participações especiais de diversos artistas e produtores, entre eles Terra Preta, Rashid e DJ Caíque.
Todas as faixas gravadas no Estúdio 3F's e no Estúdio 360 Graus Records, traqzendo mixagem e masterização de DJ Caíque, direção artística de Bruna Oliveira e arte de Phill Terceiro.

## Faixas
Todas as faixas escritas e compostas por Projota. 
| N.º            | Título                                                          | Compositor(es)                                                       | Produtor(es)   | Duração |  |
| 1.             | "Desci A Ladeira"                                               | José Tiago Pereira                                                   | DJ Caíque      | 3:54    |  |
| 2.             | "Pode Se Envolver"                                              | José Tiago Pereira, André Laudz, DJ Caíque                           | André Laudz    | 3:22    |  |
| 3.             | "Nós Somos Um Só"                                               | José Tiago Pereira                                                   | Mr. Break      | 4:30    |  |
| 4.             | "Mais Do Que Pegadas"                                           | José Tiago Pereira                                                   | Projota        | 3:50    |  |
| 5.             | "Resident Evil"                                                 | José Tiago Pereira                                                   | Projota        | 3:43    |  |
| 6.             | "Rap do Ônibus" (Part. Terra Preta)                             | José Tiago Pereira                                                   | DJ Caíque      | 3:45    |  |
| 7.             | "Vai Clarear"                                                   | José Tiago Pereira                                                   | Hand           | 3:51    |  |
| 8.             | "Pode Correr"                                                   | José Tiago Pereira                                                   | Phill Terceiro | 3:39    |  |
| 9.             | "Ordem e Desordem"                                              | José Tiago Pereira                                                   | Zap San        | 2:35    |  |
| 10.            | "Azz Veizz" (Part. DJ Caíque, Phill Terceiro, DJ Mayk e Rashid) | José Tiago Pereira, Michel Costa, Phill Terceiro, DJ Mayk, DJ Caíque | DJ Caíque      | 5:31    |  |
| 11.            | "Carrinho de Feira"                                             | José Tiago Pereira                                                   | Black Bone     | 3:03    |  |
| 12.            | "A Cama"                                                        | José Tiago Pereira                                                   | André Laudz    | 2:44    |  |
| 13.            | "Pra Não Dizer Que Não Falei Do Ódio"                           | José Tiago Pereira                                                   | DJ Caíque      | 4:27    |  |
| 14.            | "64 Linhas"                                                     | José Tiago Pereira                                                   | DJ Caíque      | 3:54    |  |
| 15.            | "Em Volta Da Fogueira"                                          | José Tiago Pereira                                                   | Mr. Break      | 4:21    |  |
| 16.            | "Créditos"                                                      |                                                                      | DJ Caíque      | 8:48    |  |
| Duração total: | Duração total:                                                  | Duração total:                                                       | Duração total: | 65:56   |  |